# Зеленоножка
Зеленоножката (Gallinula chloropus) е птица от семейство Дърдавцови. Среща се и в България.

## Физически характеристики
Дължина на тялото: 32-35 cm. Размах на крилата: 50-55 cm. Диморфизъм: възрастов. Тяло: гърдите черносиви, горната страна маслиненокафява, коремът тъмносив, на слабините по една бяла надлъжна ивица, крилата тъмнокафяви. При младите горната част кестенявокафяв, страните на гърдите, коремът жълтокафяви. Глава: черносива. При младите горната страна тъмнокафява. Врат: черносив. При младите кестенявокафяв. Шия: черносива. Клюн: червена основа и жълт връх, яркочервена пластинка. При младите жълтеникав без челна пластинка. Крака: жълтеникавозелени. Очи: кафявочервени, при младите сивокафяв.

## Разпространение
Обитава разнообразни влажни зони, както в равнини, така и в предпланини. При миграции се среща поединично в равнинни водоеми.

## Начин на живот и хранене
Храни се с храни от животински и растителен произход.

## Размножаване
Птиците стават териториални по време на размножителния период и се бият както със себеподобните си, така и с други водни птици като патици например, за да ги изгонят от територията си. Снасянето на яйца започва през пролетта, между средата на март и средата на май в умерените региони на Северното полукълбо.

## Допълнителни сведения
В късно-плиоценското палеонтологично находище край гр. Вършец отпреди 2,25 млн. г. са открити костни останки, отнесени от палеоорнитолога проф. Златозар Боев към нов неизвестен на науката вид Gallinula balcanica (балканска зеленоножка) – вероятен предледников предшественик на съвременната зеленоножка.